# Lee Jong-ae
Lee Jong-ae (18 de março de 1975) é uma basquetebolista profissional sul-coreana.

## Carreira
Lee Jong-ae integrou a Seleção Sul-Coreana de Basquetebol Feminino em Pequim 2008, terminando na oitava posição.

## Títulos
- Jogos Asiáticos de 2002: 2º Lugar